# Opuntia elata
Opuntia elata är en kaktusväxtart som beskrevs av Salm-dyck. Opuntia elata ingår i släktet fikonkaktusar, och familjen kaktusväxter. Inga underarter finns listade i Catalogue of Life.

## Bildgalleri

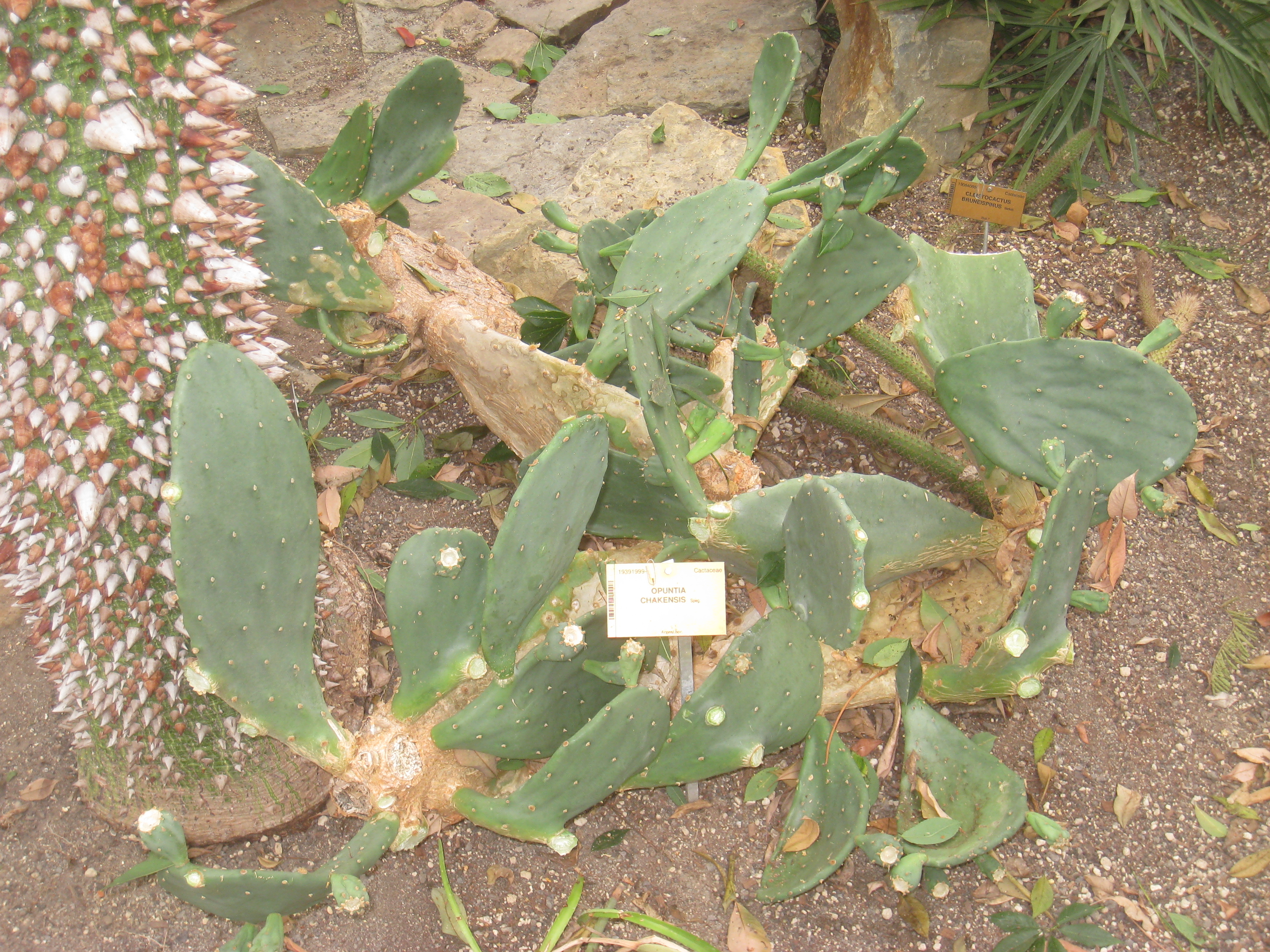
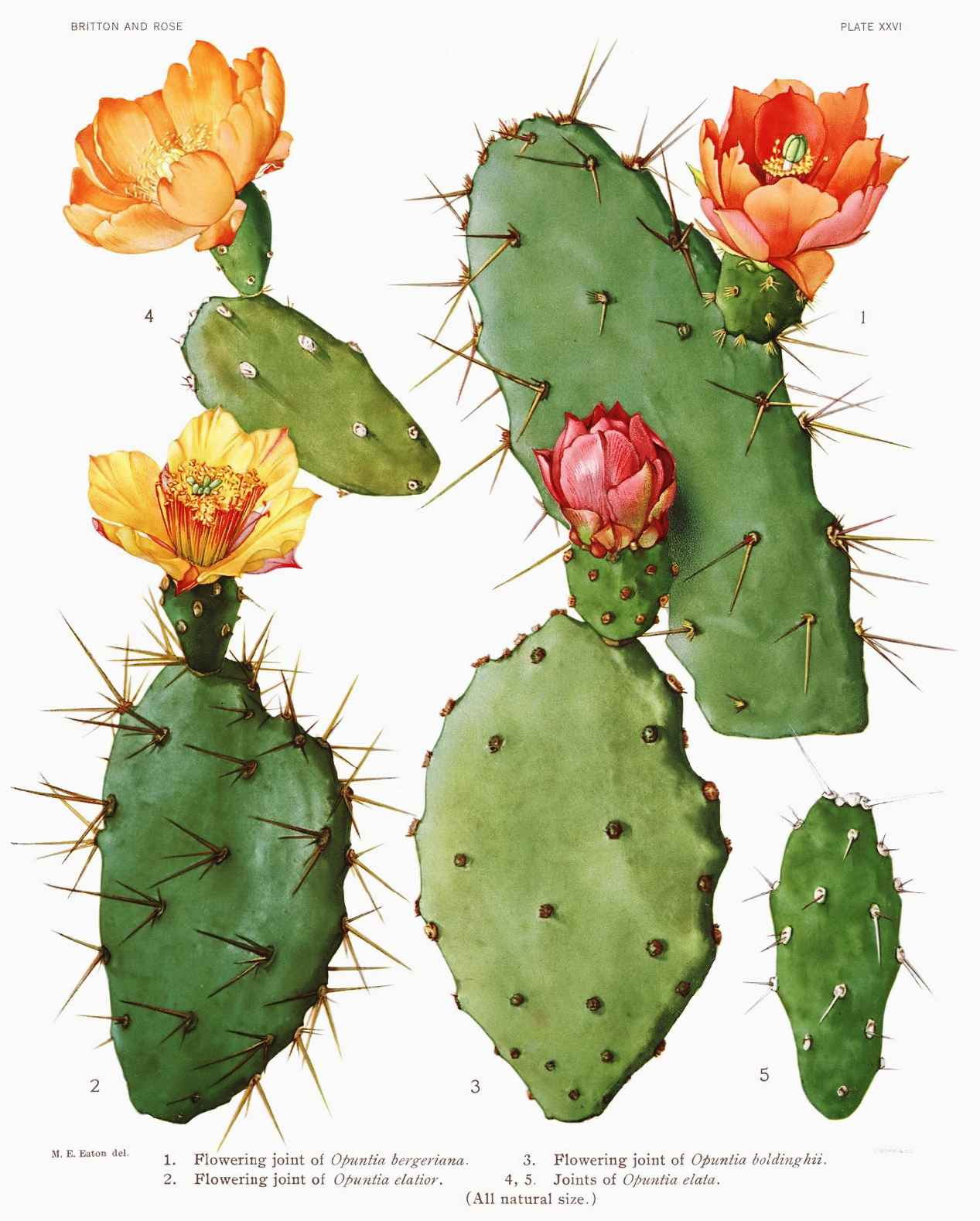
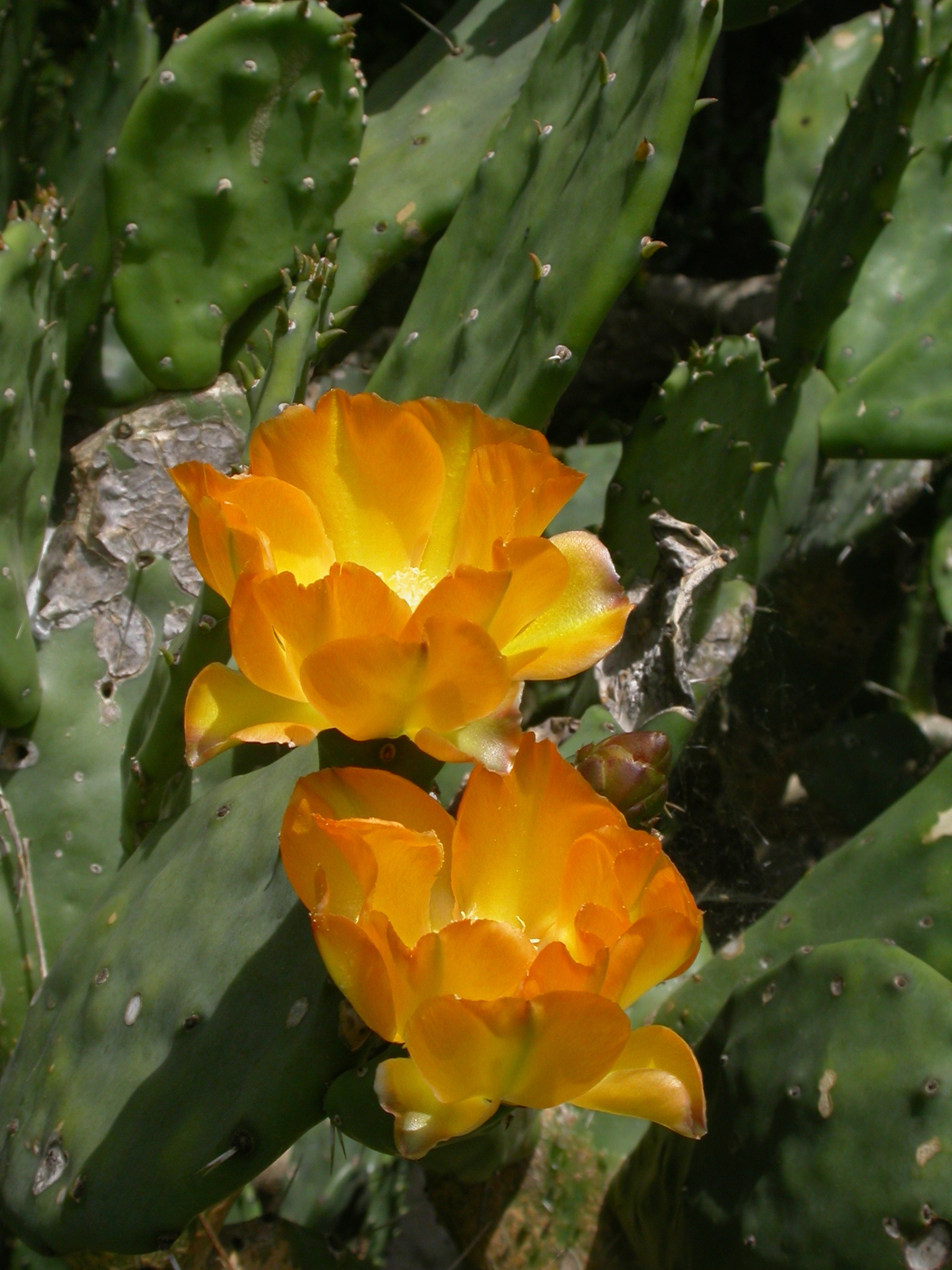
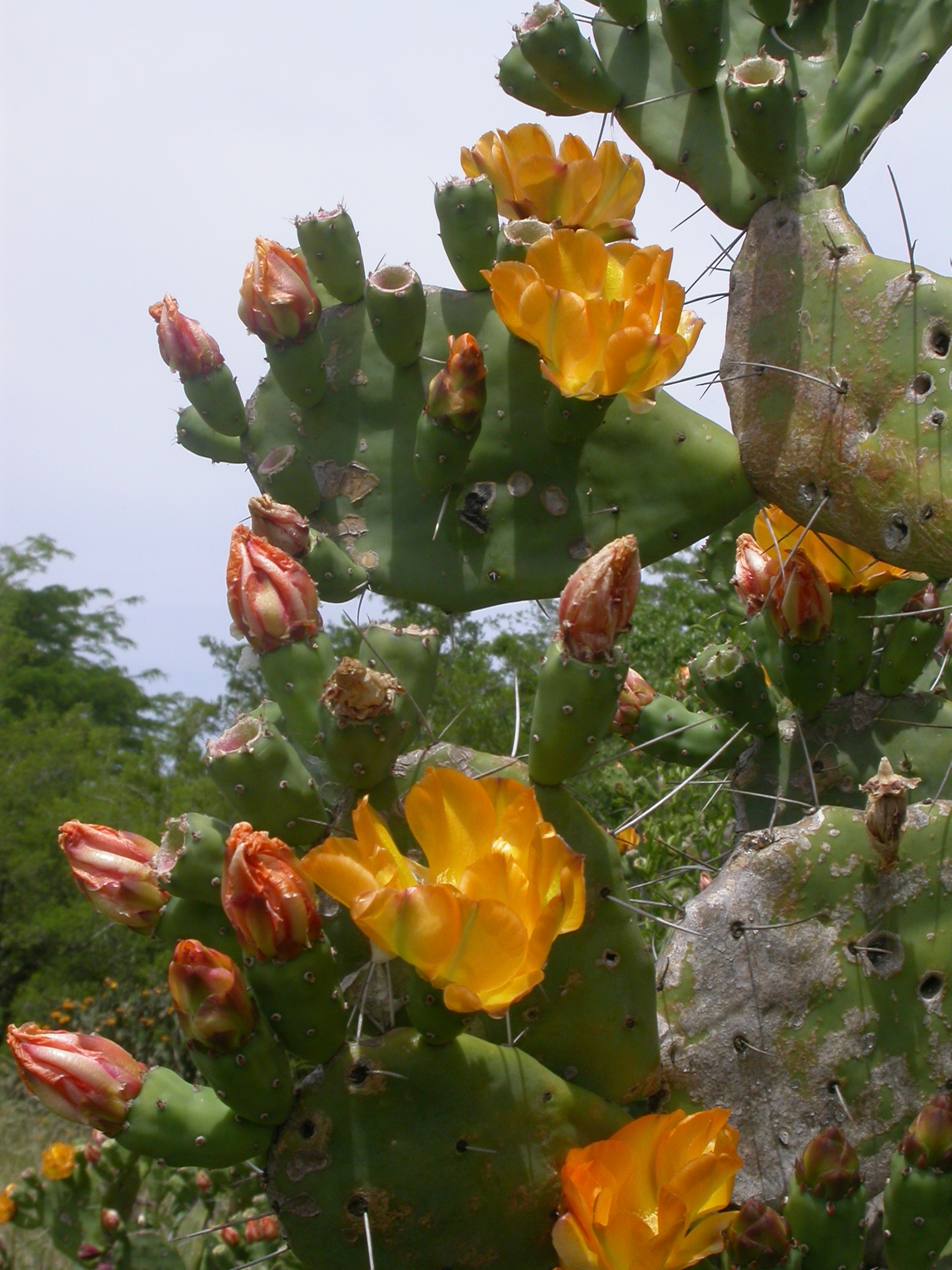